# Aaron Ramsey (futbolista nacido en 2003)
Aaron Ramsey (Great Barr, 21 de enero de 2003) es un futbolista británico que juega en la demarcación de centrocampista para el Burnley F. C. de la Premier League.

## Biografía
Empezó a formarse como futbolista en la cantera del Aston Villa F. C. Después de varias temporadas en las categorías inferiores del club, finalmente debutó con el primer equipo el 24 de agosto de 2021 en un encuentro de la Copa de la Liga contra el Barrow A. F. C., partido que finalizó con un marcador de 0-6 tras el gol de Frédéric Guilbert, un doblete de Anwar El Ghazi y un triplete de Cameron Archer. Ese fue el único encuentro que jugó antes de ser cedido al Cheltenham Town F. C. en enero de 2022 para jugar lo que restaba de temporada. De cara a la siguiente fue prestado al Norwich City F. C. Esta cesión se canceló a inicios de año para seguir con el proceso de recuperación de una lesión sufrida en diciembre, y antes de acabar el mes de enero fue cedido al Middlesbrough F. C. Unos meses después, en agosto, fue traspasado al Burnley F. C.

## Clubes
| Club                           | País       | Año       | Partidos | Goles |
| ------------------------------ | ---------- | --------- | -------- | ----- |
| Aston Villa F. C.              | Inglaterra | 2021-2022 | 1        | 0     |
| Cheltenham Town F. C. (cedido) | Inglaterra | 2022      | 15       | 1     |
| Norwich City F. C. (cedido)    | Inglaterra | 2022-2023 | 20       | 3     |
| Middlesbrough F. C. (cedido)   | Inglaterra | 2023      | 11       | 5     |
| Burnley F. C.                  | Inglaterra | 2023-     | 18       | 0     |